# Utterbackia peninsularis
Utterbackia peninsularis är en musselart som beskrevs av Bogan och Hoeh 1995. Utterbackia peninsularis ingår i släktet Utterbackia och familjen målarmusslor. Inga underarter finns listade i Catalogue of Life.